# ポイリーノ
ポイリーノ（伊: Poirino）は、イタリア共和国ピエモンテ州トリノ県にある基礎自治体（コムーネ）。

## 地理

### 位置・広がり

#### 隣接コムーネ
隣接するコムーネは以下の通り。括弧内のATはアスティ県、CNはクーネオ県所属を示す。
- カルマニョーラ
- チェッラレンゴ (AT)
- チェレゾーレ・アルバ (CN)
- キエーリ
- イゾラベッラ
- プラロルモ
- リーヴァ・プレッソ・キエーリ
- サンテナ
- ヴィッラノーヴァ・ダスティ (AT)
- ヴィッラステッローネ

## 行政

### 分離集落
ポイリーノには、以下の分離集落（フラツィオーネ）がある。
- Appendini, Avatanei, Balme, Banna, Becchio, Cacceri, Cantavenna, Cereaglio, Favari, La Longa, Marocchi, Masio, Palazzo Valgorrera, Rubina, San Gianetto, Stuerda, Tegerone, Ternavasso, Tetti Battuti, Tetti Brossa, Tetti Cellaro, Tetti Elia, Torre Valgorrera, Zucchea